# Marcela Machotková
Marcela Machotková (12. října 1931 Turnov – 7. prosince 2021 Brandýs nad Labem) byla česká operní pěvkyně (soprán).

## Život a dílo
Už od raného dětství ji to tíhlo k zpívání a hrávala na klavír. Když studovala na Pražské konzervatoři, tak se rozhodovala, jestli její hlavním obor bude zpívání anebo hra na klavír, ale nakonec si vybrala zpěv.  Po absolutoriu v roce 1954 byla sólistkou vojenského uměleckého souboru Vítězná křídla v Praze.
Když jí zemřela maminka, bylo její poslední přání, aby se dostala do sboru Divadla F. X. Šaldy v Liberci. Proto se v roce 1960 vydala dělat zkoušku do sboru, ale následně dostala dopis, že ji vzali jako sólistku a že se má naučit roli kněžny v opeře Šelma sedlák. Své první velké úspěchy slavila ve smetanovských a dvořákovských inscenacích, například jako Mařenka v Prodané nevěstě, Vendulka v Hubičce, Anežka ve Dvou vdovách, Julie v Jakobínovi a v hlavní roli v Rusalce, ale i ve světových repertoáru v rolích Paminy v Kouzelné flétně, Nataši v Čarodějce, Ireny v Rienzim, Heleny ve Vojně a míru nebo Adriany v Pozdvižení v Efesu. V divadelní sezoně 1964/1965 byla ale v angažmá v Divadle J. K. Tyla v Plzni, kde její první role byla hlavní postava Šárky a následovaly role Libuše, Taťány v Evženu Oněginovi, Zuzany Vojířové, Musetty v Bohémě, Leonory ve Fideliovi a Desdemony v Otellovi, kde už ale v jeho premiéře 8. října 1966 byla sólistkou Národního divadla. V Národním divadle byla po hostování v roce 1963 a 1965 v angažmá od 23. července 1966. Její životní rolí, kterou tady nejčastěji zpívala, byla role Mařenky v Prodané nevěstě, kterou ztělesnila v charakterově bohatém vyjádření a s procítěným pěveckým přednesem. Úspěšně se zde zhostila i rolí Libuše, Julie v Jakobínu a Rusalky, Kněžny v Čertovi a Káče, Hančí v Psohlavcích, Elvíry v Donu Giovannim, Dorabelly v Così fan tutte a řady dalších. V prosinci 1988 se rozloučila s Národním divadlem v roli Ludmily v Prodané nevěstě a odešla do důchodu.
Kromě hostování v českých divadlech, hostovala také v zahraničí. V rámci festivalu Wiener Festwochen 1967 byla ve Vídni, v nizozemském Haagu a Amsterdamu hrála v roce 1967 a ve Varšavě v 1969. V roce 1970 absolvovala turné v Itálii, v 1973 byla v Dublinu a během turné v roce 1975 po SSSR, kde zpívala v Evženovi Oněginovi a Pikové dámě, zpívala i Rusalku v Moskvě. Hostovala také v Maďarsku, Velké Británii, v NSR a ve Finsku.

## Ocenění
V roce 1975 obdržela titul zasloužilá umělkyně. 
V roce 2014 ji byla udělena Cena obce města Turnova a v březnu 2017 převzala cenu Thálie za rok 2016 za celoživotní mistrovství v oboru opera. U příležitosti výročí Dne vzniku samostatného československého státu obdržela od hejtmana Libereckého kraje Martina Půty Poctu hejtmana 2018.